# 一色清
一色 清（いっしき きよし、1956年 - ）は、朝日新聞の編集委員。愛媛県松山市出身。愛光中学・高校、東京大学法学部卒業。
2008年10月6日から2011年3月31日まで、テレビ朝日『報道ステーション』の2代目コメンテーターを務めた。

## 経歴
- 1978年、朝日新聞社に入社。福島、成田支局を経て、東京本社経済部。証券、農林水産、エネルギー、自動車、貿易、大蔵などを担当。
- 1994年、『AERA』編集部へ。副編集長時代に中吊りだじゃれ広告を担当。
- 1998年7月、『【腰くだけ発想法】アエラ1行コピー』（朝日新聞社）を発行。経済部次長。
- 2000年、『AERA』編集長。
- 2003年1月、朝日新聞の土曜朝刊別刷り『be』編集長[2]。
- 2008年10月6日から、加藤千洋に代わり、テレビ朝日『報道ステーション』の2代目コメンテーターを務める。
- 2010年6月末、朝日新聞社が運営する言論・解説サイト「WEBRONZA」編集長[3]。
- 2011年4月4日からの『報道ステーション』リニューアルに伴い、3月31日をもって、約2年半務めたコメンテーターを交代。後任は、朝日新聞ジャーナリスト学校前事務局長の五十嵐浩司と、朝日新聞報道局オピニオン編集グループの三浦俊章。
- 2013年6月、教育総合センターに異動[4]。
- 2014年4月からテレビ朝日「グッド!モーニング」木曜日コメンテーターを務める。

## 人物・エピソード
- 愛光学園の16期生卒業生である。
- 朝日新聞東京本社の社屋が現在の築地へと移転する以前の有楽町にあった時代に入社した最後の世代である（1980年入社）。
- まだ駆け出しの記者の頃、気温35度の日に（恐らく福島県で）行われたマラソン大会に出場していた同僚でスポーツマンだった記者がゴール寸前で倒れ2日後に亡くなる事故が起きた。
- 編集長を務める『WEBRONZA』に寄稿する筆者の一人として、朝日新聞社時代の先輩である加藤千洋も参加している。
- 「WEBRONZA」の開設に伴い、Twitterも開始した。「WEBRONZA」や『報道ステーション』で伝えられるニュースばかりではなく、日常生活における些細な出来事までも細かく綴られている。
- 長女、長男、次女と3人の子供がいる。長男と次女は2歳違いだが、長女と長男、次女とは一回り近くかそれ以上離れている（2011年7月現在で長男が7歳、次女が5歳）。長男はサッカー部に所属していて、しばしば応援の為に試合を見に行っている。
- 東急東横線を利用している。

### 趣味・特技
- 若い頃から現在に至るまでアイスホッケーを続けていて、かなりの腕前である。
- 自動車に乗るのが好きで、『報道ステーション』の特集で自動車産業を取材した際に目新しい車に乗るのを楽しんでいる様子が窺えた。
- ルービックキューブが大流行していた頃にルービックキューブに熱中してコツを掴み、僅か1分弱で6面全てを揃えられる程の腕前だった。また、取材先の中国にルービックキューブを持っていってバラバラになっている6面を揃えてみせ、歓声を浴びるということもあった。
- 阪神タイガースの熱狂的ファンで、『報道ステーション』内でも阪神タイガースの戦績に一喜一憂する姿がしばしば見受けられる。